# Triopha catalinae
Triopha catalinae (лат.) — вид брюхоногих моллюсков из семейства Polyceridae отряда голожаберных (Nudibranchia). Видовое название дано в честь тихоокеанского острова Санта-Каталина у побережья Калифорнии.
Этот вид обитает в восточной части Тихого океана от Аляски до Мексики, а также был найден в Японии и Южной Корее. Питается мшанками.